# Nogopterium gracile
Nogopterium gracile ist ein pleurokarpes Laubmoos. Es kommt überwiegend auf kalkfreien Felsen, aber auch an Bäumen vor und ist gekennzeichnet durch eine bäumchenförmige Verzweigung. Im trockenen Zustand liegen die Blättchen dachziegelartig am Stängel an und sind bogig zu einer Seite ausgerichtet.  Angefeuchtet stehen die Blättchen dicht und leicht gewölbt vom Stängel ab.
Die Laminazellen sind in der Mitte des Blättchens prosenchymatisch, zum Rand hin werden sie zunehmend rundlich. Die Spitze des Blättchens ist gezähnt.

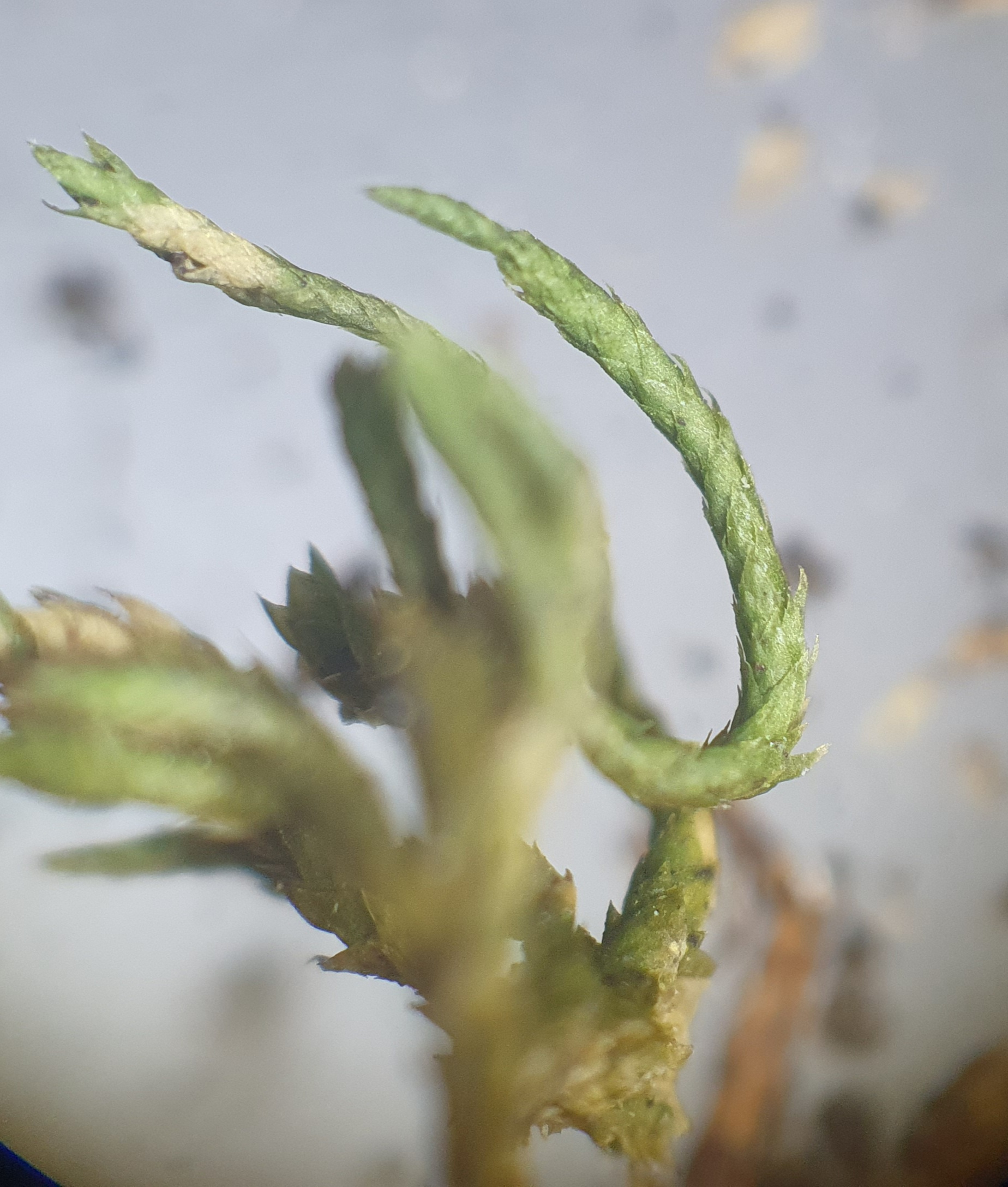
Stämmchen im trockenen Zustand
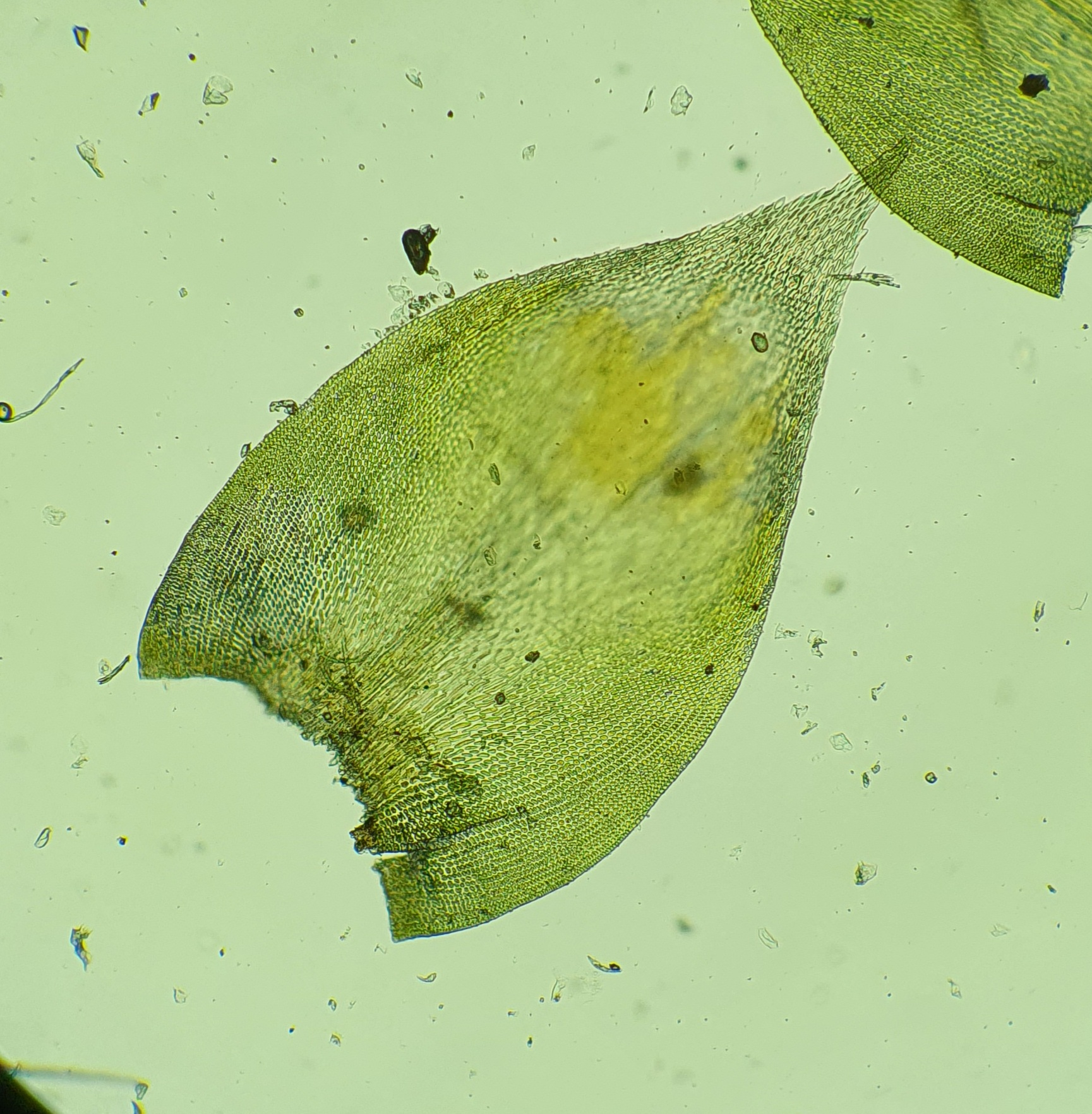
Blättchen
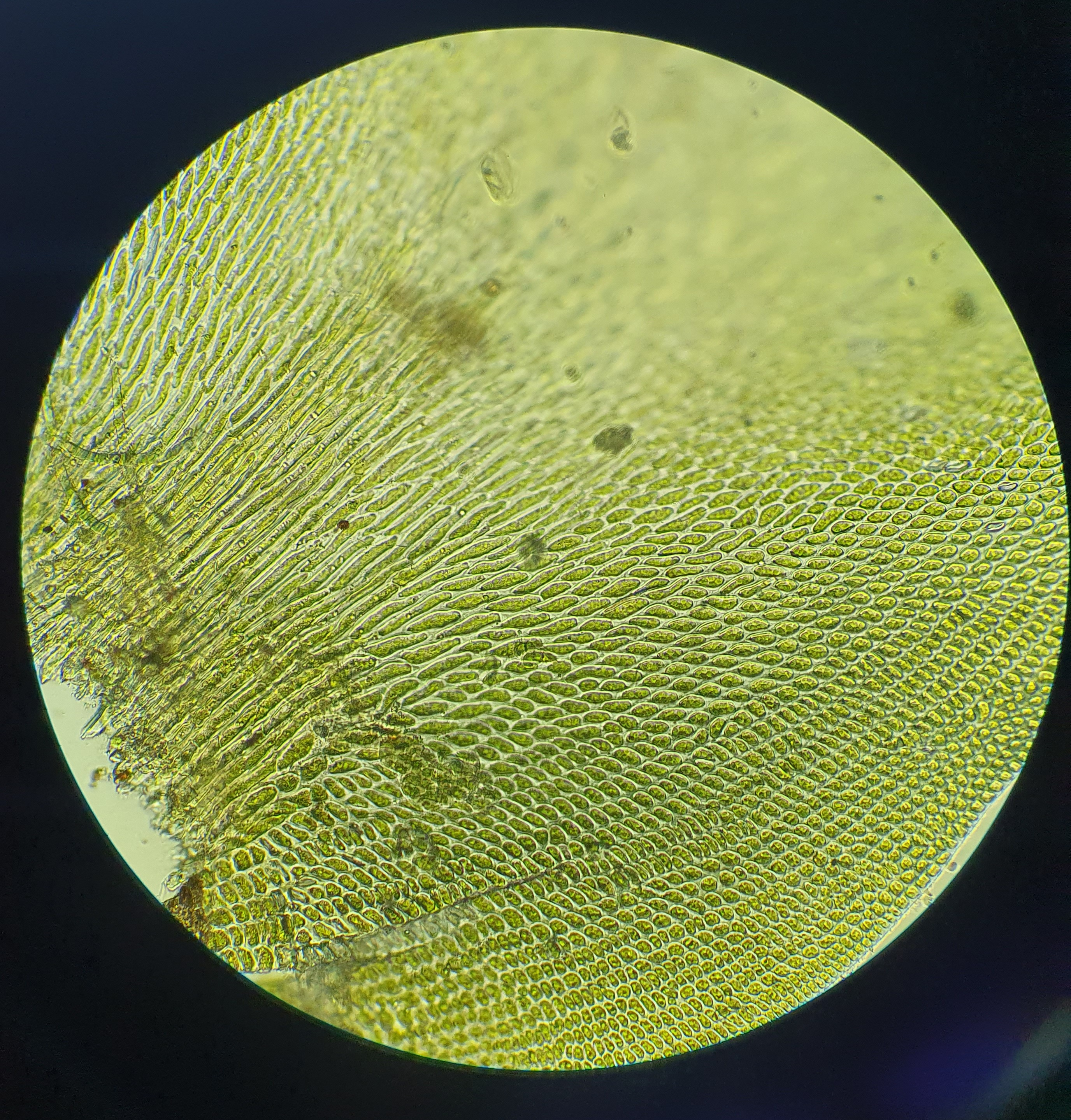
Blattzellen, Blattgrund Mitte

## Synonyme
- Pterogonium gracile (Hedw.)